# ジョタ・ゴンサルヴェス
ジョタ（Jota）ことジョアン・パウロ・マルケス・ゴンサルヴェス（João Paulo Marques Gonçalves、2000年6月17日 - ）は、ポルトガル・エスピーニョ出身のプロサッカー選手。トンデラ所属。ポジションは、ディフェンダー。

## 来歴
2020年7月14日、2-3で敗れたアウェーのジル・ヴィセンテFC戦でプリメイラ・リーガデビューを果たした。